# Teresa Ann Savoy
Teresa Ann Savoy (Londres, 18 de juliol de 1955 - Milà, 9 de gener de 2017) va ser una actriu britànica que va exercir la major part de la seva carrera en Itàlia.

## Carrera
Després de donar-se a conèixer en la revista Playmen el 1973, Savoy, que portava des dels 16 anys vivint en una comuna hippie a Sicília, va ser descoberta pel director Alberto Lattuada, descobridor de Federico Fellini i Silvana Mangano. Aquest li va oferir el seu primer paper en el film Le farò da padre amb el qual aconseguiria gran popularitat. Després va rodar a les ordres de Miklós Jancsó el polèmic film Vizi privati, pubbliche virtù i va col·laborar amb el prestigiós director Tinto Brass a les pel·lícules Saló Kitty (1976) i Calígula (1979). En aquesta última va prendre el paper de Drusil·la, que originalment anava a ser interpretat per Maria Schneider, actriu que en última instància va rebutjar l'oferta ja que no volia rodar escenes de nu en aquest moment.
En la dècada de 1980 va realitzar alguns papers per a televisió i va aparèixer en pel·lícules com La disubbidienza (1981), Il ragazzo di Ebalus (1984), Innocenza (1986) i D'Annunzio (1987). La seva última aparició al cinema es va registrar l'any 2000 a la cinta La fabbrica del vapore, la primera pel·lícula digital realitzada a Itàlia. Savoy va morir de càncer el 9 de gener del 2017 a Milà, on vivia amb el seu espòs i els seus dos fills.
En 2021 l'escriptor espanyol Martín Llade va publicar la novel·la Lo que nunca sabré de Teresa en la que reconstrueix la vida d'aquesta actriu.

## Filmografia
Cinema
- Le farò da padre, d'Alberto Lattuada (1974)
- Saló Kitty, de Tinto Brass (1976)
- Vizi privati, pubbliche virtù, de Miklós Jancsó (1976)
- Caligola, de Tinto Brass (1979)
- La disubbidienza, d'Aldo Lado (1981)
- Il cuore del tiranno, de Miklós Jancsó (1981)
- Il ragazzo di Ebalus, de Giuseppe Schito (1984)
- La donna del traghetto, d'Amedeo Fago (1986)
- D'Annunzio, de Sergio Nasca (1987)
- La fabbrica del vapore, d'Ettore Pasculli (2000)

Televisió
- La tigre è ancora viva: Sandokan alla riscossa!, telefilm de Sergio Sollima (1977)
- Poco a poco, minisèrie de 3 episodis, d'Alberto Sironi (1980)
- Tercer episodi de la minièrie La certosa di Parma, de Mauro Bolognini (1982)
- Capitaine X, minisèrie de Bruno Gantillon (1983)
- Addio maschio crudele, episodi de la minisèrie Quando arriva il giudice, de Giulio Questi (1986)
- Rose de Tomaso Sherman, episodi de la minisèrie Quattro storie di donne (1989)